# Shingetsu
Shingetsu  (en japonés: 新月) es una banda japonesa de rock formada en el primer periodo de 1976 y posteriormente se separarian en 1981, El grupo principalmente esta enfocado más en el rock progresivo.
El grupo inicialmente en su primer periodo lanzaron su primer álbum debut titulado homonimamente como "Shingetsu" de 1979, nunca fue el grupo de reconocimiento o éxito pero que fue su álbum debut que incursiono al grupo a que tuviera un seguimiento de culto en la actualidad.
Las presentaciones del grupo, se caracterizaban de un estilo artístico y experimental, gracias a la voz de la vocalista Makoto Kitayama que era lo que caracterizaba al grupo en sus presentaciones, aunque en su regreso han tenido distintas vocalistas principales.
El grupo regresó en el 2005, a pesar de ya no estar presente la vocalista original Makoto Kitayama, aún realizando presentaciones en vivo y álbumes siendo su último y segundo material discográfico lanzado y realizado en el 2016 titulado: "From a Distant Star" aunque este álbum de estudio tuvo su grabación en el 2005 y lanzado en el 2016 como álbum de estudio.
El grupo aclaro tener a Genesis como una de sus mayores influencias, aunque el grupo ha mencionado igual estar influenciado de muchos grupos de la escena del rock progresivo vanguardista y artístico.
La música de Shingetsu es difundida fuera y totalmente de los medios de comunicación tradicionales y en la actualidad debido a su poca difusión es considerado en la actualidad como un grupo de culto.

## Integrantes
Shingetsu ha tenido a través de la historia del grupo muchos miembros disponibles, pero la formación original consistía de Makoto Kitayama, Akira Hanamoto, Haruhiko Tsuda, Shizuo Suzuki y Naoya Takahashi, pero en la actualidad se desconoce cual es la formación actual de Shingetsu, a continuación esta la lista de los miembros que se creen que están actualmente en el grupo y los miembros pasados también se muestran, En la actualidad solo dos miembros de la formación original de Shingetsu siguen disponibles que son Akira Hanamoto y Haruhiko Tsuda.

### Formación Actual
- Haruhiko Tsuda - guitarra (1976 - 1981, 2005 - actualmente)
- Akira Hanamoto - teclados (1976 - 1981, 2005 - actualmente)
- Yoko Ueno - ? (? - actualmente)
- Miki Naoe - ? (? - actualmente)
- Toshimichi Isoe - ? (? - actualmente)
- Tomoyoku Tanimoto - ? (? - actualmente)
- Ako Ozawa - ? (? - actualmente)
- Hiroshi Ishibata - ? (? - actualmente)
- Masayuki Adaniya - ? (? - actualmente)
- A*mu - ? (? - actualmente)

### Exintegrantes
- Makoto Kitayama - vocal vocal (1976 - 1981)
- Shizuo Suzuki - bajo (1976 - 1981)
- Naoya Takahashi - batería (1976 - 1981)
- Yoichi Kamada - teclados (? - ?)
- Yoshiyuki Sakurai - bajo (? - ?)
- Masayuki Takatsu - guitarra (? - ?)
- Kiyoo Suzuki - bajo (? - ?)
- Hiroyoshi Komatsu - batería (? - ?)
- Kayo Matsumoto - teclados (? - ?)
- Takashi Kokubo - vocal de apoyo, teclados, sintetizador, percusión (? - ?)

## Discografía

### Álbumes de Estudio
- 1979: "Shingetsu" (Zen Records, Victor Entertainment)
- 2016: "From a Distant Star" (Belle Antique) (grabado en el 2005 y lanzado finalmente como álbum de estudio en el 2016)

### Recopilaciones
- 1994: "Akai Me No Kagami: Live '79" (recopilación del grupo en vivo)
- 1995: "Night Collector" (科学の夜) (también llamado "Kagaku No Yoru" y "Serenade")
- 2004: "Live 25-26 July 1979, ABC Kaikan Hall, Tokyo" (recopilación del grupo en vivo)
- 2005: "Zenshi" (también llamado "Shingetsu Zenshi") (álbum recopilatorio que incluye los dos únicos álbumes de estudio del grupo, incluye el bootleg titulado "Out-Takes 1979-1980" y igual se incluye el recopilado "Night Collector")